# Ian Marshall
Ian Paul Marshall (Liverpool, 20 maart 1966) is een Engels voormalig voetballer die doorgaans als aanvaller speelde. Hij was actief in de Premier League met Oldham Athletic, Ipswich Town, Leicester City en Bolton Wanderers. In eerste instantie speelde Marshall vaak als verdediger.

## Clubcarrière

### Everton
Ian Marshall begon zijn loopbaan als verdediger bij Everton, een van de twee grote clubs uit zijn geboortestad Liverpool. Echter slaagde hij niet in het eerste elftal, getuige daarvan 15 competitiewedstrijden en 1 doelpunt in vier seizoenen.
In 1988 verhuisde hij naar Oldham Athletic, waarmee hij vanaf 1992 in de Premier League uitkwam.

### Oldham Athletic
Marshall bouwde dan een stabiele carrière uit in de hoogste klasse van het Engels voetbal. Hij speelde vijf seizoenen voor Oldham. Marshall verliet Oldham, waar hij zowel als verdediger als als aanvaller speelde, na het seizoen 1992/93. Hij scoorde 36 doelpunten uit 170 competitiewedstrijden voor Oldham.

### Ipswich Town
Marshall tekende in 1993 een contract bij Ipswich Town, waarmee hij voornamelijk tegen degradatie streed. Hij werd voltijds aanvaller en scoorde 32 keer uit 84 competitiewedstrijden. In 1995 degradeerde men uit de Premier League. Na drie seizoenen verliet hij Ipswich.

### Leicester City
De spits breide toen een vervolg aan zijn loopbaan bij Leicester City, dat £ 800.000 ,- betaalde. Bij deze club werd Marshall een cultfiguur. Hij was niet speelgerechtigd voor de finale van de League Cup in 1997 omdat hij in het najaar van 1996 reeds bekervoetbal had gespeeld met Ipswich Town. Marshall speelde wel mee in de finale van de League Cup van 2000, die door Leicester werd gewonnen tegen de verrassende tweedeklasser Tranmere Rovers. In de competitie viel Marshall op met een ultieme 'winning goal' tegen Liverpool op Anfield, op 22 april 1999. Hij moest later genoegen nemen met een statuut als invaller. Trainer Martin O'Neill koos op de duur vaker voor Emile Heskey, die later voor onder meer Liverpool, Aston Villa en het Engels voetbalelftal uitkwam.
Marshall, die voor Leicester een hattrick scoorde tegen Derby County (4–2) op 22 februari 1997, verliet Filbert Street transfervrij in 2000.

### Bolton Wanderers en Blackpool
In de laatste stadia van zijn loopbaan speelde hij voor Bolton Wanderers (2000–2002) en Blackpool – even op huurbasis van Bolton (2001–2002).

## Erelijst
| Competitie                      |         |                  |
| Competitie                      | Aantal  | Jaren            |
| Everton                         | Everton | Everton          |
| ------------------------------- | ------- | ---------------- |
| FA Charity Shield               | 3×      | 1984, 1986, 1987 |
| Oldham Athletic                 |         |                  |
| Football League Second Division | 1×      | 1990/91          |
| Leicester City                  |         |                  |
| League Cup                      | 1×      | 1999/00          |
| Blackpool                       |         |                  |
| LDV Vans Trophy                 | 1×      | 2001/02          |